# 何塞·胡安·塔布拉达
何塞·胡安·德·阿吉拉尔·阿库尼亚·塔布拉达（西班牙語：José Juan de Aguilar Acuña Tablada；1871年4月3日—1945年8月2日），墨西哥外交官、诗人、艺术评论家及翻译家。生于墨西哥城，曾以外交官身份旅居世界各国。在文学领域，塔布拉达深受东方文化影响，擅长于图象诗，并将俳句融入其文学作品，对唐诗亦有所研究，是墨西哥现代诗歌、拉丁美洲先锋派文学的先驱，也是有文字記錄以來最早以西班牙语创作俳句的诗人。

## 生平

### 早年生涯
塔布拉达于1871年出生于墨西哥城，是家中唯一的男孩，其父母分别是何塞·德阿吉拉尔-塔布拉达（José de Aguilar y Tablada）与玛丽安娜·阿库尼亚-奥苏娜·德塔布拉达（Mariana Acuña y Osuna de Tablada）:1，早年在父母位于特拉斯卡拉州的庄园度过，也曾住在墨西哥城附近的奥通巴。一次前往马萨特兰旅行时，他遇到商人们载着中国的商品走在路上，而这也成为他日后理解学习东方文化的先兆:9-10。塔布拉达从小喜爱绘画，曾在查普爾特佩克城堡的军事学校就读，期间结识了日后成为画家的胡利奥·鲁埃拉斯，两人志同道合，离开军校後，他进入国立预科学校学习绘画，而在离开国立学校後，他进入铁路公司担任会计。1890年，19岁的塔布拉达开始在《环球报》（El Universal）上发表自己创作的诗歌:10，此后他开始使用化名在各报社杂志投稿，其中也不乏以东方文化为主题的诗作，亦帮助报社翻译了一些法文作品。1894年，他又在《蓝色》杂志上发表了自己的诗歌《缟玛瑙》（Ónix），这篇诗歌也令他声名大噪，但也颇受争议:10-11:76。1899年，塔布拉达发表了自己的第一部选集《花环》（El florilegio），其中不乏自己对墨西哥民间传说的兴趣，以及他对异国情调的推崇，此前他以东方文化为主题并发表于报纸上的作品皆载入其中:10-12。
因为渴望旅行和了解日本文化，塔布拉达于1900年5月离开墨西哥，经过美国旧金山远渡重洋前往日本，直到当年12月返美，为此，他还向一位日侨友人学习了柔术以及基础的日文。而来到日本以后，他广泛学习了和歌、俳句、短歌及浮世绘，在日本的这段经历对他的文学创作风格以及其对世界、美学的认知产生了重大转变，塔布拉达也开始尝试将俳句移植到西班牙语文坛，在墨西哥推广日本文化。

### 中年
回到墨西哥後，塔布拉达随即于1903年与埃万赫莉娜·谢拉（Evangelina Sierra）结婚，婚后，塔布拉达跟随其妻担任政府公共教育部长的伯父胡斯托一起从事教育工作，在此期间，他重新出版了自己的《花环》诗集，并加入了他赴日旅行期间翻译的日本文学作品。1905年，塔布拉达辞去公职，定居科约阿坎，并在家中仿照日本建造了一座日式庭园，其中建有一座鸟居、一处养着锦鲤的池塘、一座形似富士山的土丘、一条展示歌川广重版画的画廊。他本人亦穿上袈裟进行佛教仪式，钻研日本文化，并四处收集艺术品:12:306。
1906年，塔布拉达成为墨西哥一家国立博物馆的考古学研究员。翌年，他重新进入公共教育部任职，其政治立场趋于保守，支持考迪罗波菲里奥·迪亚斯以及军人維多利亞諾·韋爾塔的统治，而反对弗朗西斯科·馬德羅等人领导的革命:13-14。在马德罗推翻迪亚斯时，塔布拉达前往巴黎研究欧洲档案保管系统，在此期间，熟悉法文的塔布拉达透过法国学者的著作，对日本艺术有了更深入的理解:177-178；1914年，韋爾塔被科阿韋拉州州長貝努斯蒂亞諾·卡蘭薩推翻後，塔布拉达也被迫流亡美国纽约，其住家亦被革命者埃米利亚诺·萨帕塔的部队焚毁:119，而在流亡前夕，他还出版了一本介绍浮世绘画家歌川廣重的专著《歌川广重：雪、雨、夜、月的画家》（Hiroshigué: el pinto de la nieve, de la lluvia, de la noche y de la luna），由于生性风流，他与谢拉的婚姻也陷入危机，两人最终分居:14:305-306。前往纽约後，他随即与古巴蔗糖种植园主之女妮娜·卡夫雷拉（Nina Cabrera）结婚，并在不久回到墨西哥并与卡蘭薩达成和解，随即获任命为驻哥伦比亚、委内瑞拉的外交官:198。1918年，塔布拉达出版了诗集《在日月下》（Al sol y bajo la luna），诗风开始变得简洁凝练，1919年与1920年，他在委内瑞拉分别出版了以俳句体创作的诗集《一天》（Un día... Poemas Sintéticos）以及融入唐诗的图象诗作品集《〈李白〉及其他诗歌》（Li-Po y otros poemas），由现代主义转向前卫，受到他的影响，当时的拉丁美洲亦有不少文人效法他创作了自己的俳句:43。

### 晚年及逝世

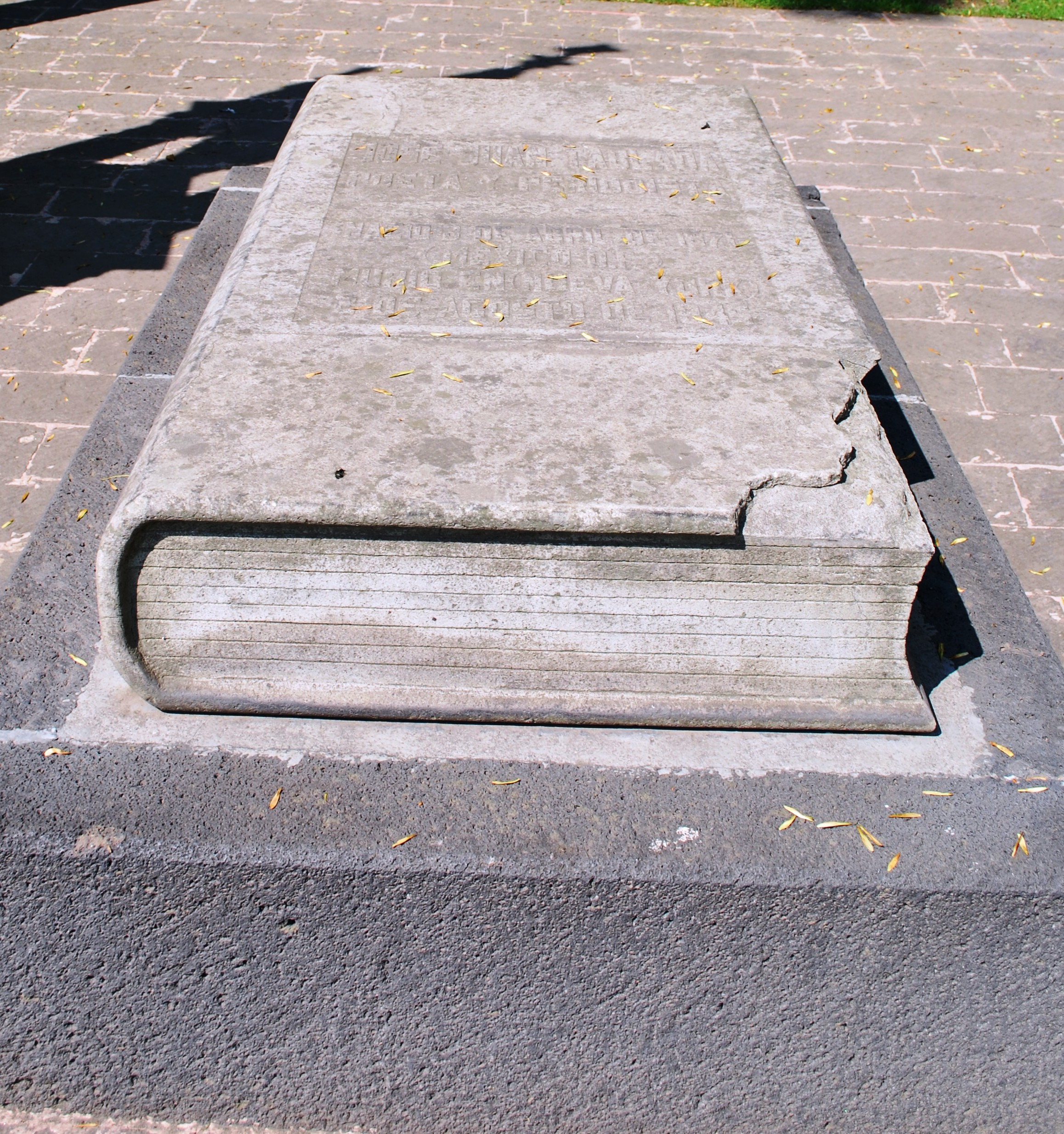
塔布拉达位于名人环形公墓的坟茔

1920年，塔布拉达离开委内瑞拉，前往纽约担任记者，此后他在当地居住了15年。在此期间，他的注意力转向墨西哥历史及民俗文化，开了拉丁书店（Librería de los Latinos），试图在美国推广西语文学，但不到一年就被迫清算歇业。塔布拉达还投身于研究墨西哥艺术发展的历史，先后发行了《墨西哥艺术史》（Historia del arte en México）:157，诗集《集市：墨西哥诗文》（La feria: poemas mexicanos），其本人亦与迭戈·里韋拉、何塞·克莱门特·奥罗斯科、米格尔·科瓦卢比亚斯等墨西哥现代主义艺术家交好，支持他们的创作:9-51，他也当选了墨西哥语言学院通讯院士。1936年，塔布拉达回到墨西哥，随即出版了回忆录《生命的市集》（La feria de la vida），亦曾在1938年担任英文杂志《墨西哥艺术与生活》（Mexican Art and Life）主编，後因健康欠佳离开了墨西哥城，迁居库埃纳瓦卡。1941年，他获选为墨西哥语言学院终身院士。1945年，年逾古稀的塔布拉达再次获政府任命前往美国，担任驻纽约副领事，但旋即于当年8月2日因心脏病逝世。墨西哥学院将他的遗体运回墨西哥城，并埋葬于市区名人环形公墓。

## 文學

### 诗歌

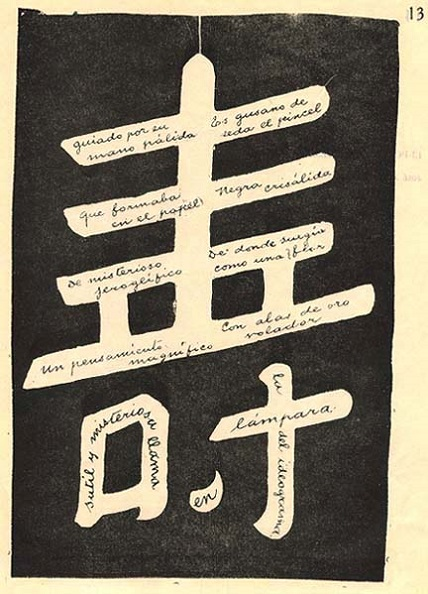
《〈李白〉及其他诗歌》中的一首图象诗，全诗镶嵌在汉字“寿”的各笔画中。

19世纪末20世纪初的墨西哥文学深受现代主义影响，塔布拉达早年也追隨現代主義潮流，其诗歌的象征主义色彩明显，具有反叛精神、颓废色彩，他这一阶段的代表性诗歌有引发批评的《黑色弥撒》（Misa negra）与《缟玛瑙》:10-11；亦受到东方文化影响，对中国、日本心驰神往，其本人亦曾遠赴日本，近距离接触、理解了日本文化，对俳句、短歌等皆有研究。俳句简短但独特的意象最终改变了塔布拉达的诗作风格，其诗歌也逐渐摆脱了精美形式、豐富形象以及憂傷情調的束缚，而诗集《一天》的出版也标志着其诗风由现代主义转向前卫。同时，塔布拉达擅长绘画，亦爱好观赏、研究浮世绘作品，并认为诗歌与绘画两种艺术形式可以互补，这一点尤其体现在他于1920年出版的《〈李白〉及其他诗歌》上。学者威拉德·博恩（Willard Bohn）亦指出塔布拉达的“图配诗”、“图诗互释”受到了纪尧姆·阿波利奈尔图象诗的影响，但塔布拉达本人则否认有受此影响:30:191-192。而20世纪初墨西哥动荡不安的时局则对塔布拉达后期的作品影响较大，在1920年离开委内瑞拉前往美国定居後，他的注意力轉向了墨西哥在地歷史及民俗文化，作品亦关注政治与社会现实，兼具前卫及本土色彩:100。不过塔布拉达并不认为自己属于任何文学流派，并标榜自己是“无门派”的诗人:149-150。
相对于同时期的鲁文·达里奥、胡利安·德尔卡萨尔等将东方元素装饰性地运用在作品中的现代主义诗人，曾近距离接触过日本文化的塔布拉达及其诗歌的东方主义也更加地直接、真实，他在日本的学习经历以及其本人对俳句的理解深刻地影响了诗作。早在横滨、镰仓游历期间，塔布拉达就曾将短歌翻译成西班牙语，并仿照俳句形式以西班牙語寫成詩歌，他也因此成为有文字記錄以來最早以非日文的语言创作俳句的诗人，而在后世学者视为其过渡之作的《在日月下》中的诗篇即继承了俳句的极简风格，但也贴近现实生活，具有一定的当代感:13,17-23。1919年出版的《一天》则是塔布拉达的第一部俳句诗集，他也藉此诗集向自己推崇的松尾芭蕉、加賀千代女等俳人致敬，全书由37首俳句组成，并按照一天中早晨、下午、黄昏和夜晚的顺序排列，多以鸟兽、昆虫、花木、自然世界为题材，并透过比喻表现被修饰物的特征，具有与日本迥异的异域情调:36-37，诗中也不乏竹、青蛙、月、苍鹭等日本文学作品中经常出现的意象，但并未像日本俳句一样遵循“五、七、五”的特定格式:77-79，这部作品也开启了墨西哥的前卫艺术，并将俳句引入了西语文坛，而塔布拉达的第二本俳句诗集，同时也是《一天》姐妹篇的《花罐》（El jarro de flores）的内容则淡化了传统俳句中对立元素的冲突，显得更加从容自在:18-20，却又更加内省和悲伤。
塔布拉达对日本文化的好感，也令其对中国文化产生兴趣，《〈李白〉及其他诗歌》是他的代表作，参照了法国汉学家朱迪特·戈蒂埃翻译的唐诗集《白玉诗书》（Le livre de jade），诗人在书中介绍了李白的生平，在诗歌作品中，有3首诗歌为对法文译作的直译，而其他作品则是参照译作并结合本人理念的再创作:148-150:100-101，以及作者自身的原创作品，进一步支撑了塔布拉达自己的诗风:149。而其中的原创作品《哈瓦那的回忆》（Impresión de La Habana）、《我住的那条街》（La calle donde vivo）则具有图象诗立体主义及未来主义倾向，对于建筑物等立体形象的刻画生动，字句排版亦令诗歌形似风景画，兼具可读性及作为艺术品的欣赏价值:34-35:195-199。《集市：墨西哥诗文》则是塔布拉达创作生涯后期的代表作，细致描绘了墨西哥民众的日常生活，同时将剪纸、绘画艺术与诗歌相结合，具有浓郁的墨西哥本土色彩。

### 紀實作品
塔布拉达对浮世绘饶有兴趣，他热衷于收藏、研究浮世绘作品，也对浮世繪畫家有独特的见解。在同时代的学者、艺术评论家多聚焦在葛饰北斋、喜多川歌麿等浮世绘画家的时候，塔布拉达却独好歌川廣重，并认为他“纯洁而冷静，像工匠一样睿智，又像诗人一样纯粹朴素”，1914年，他还出版了《歌川广重：雪、雨、夜、月的画家》，向西班牙语世界介绍了这位浮世绘画家的生平，日本学者田边厚子还认为塔布拉达也透过歌川廣重绘画作品中对自然与人类的热爱、对所绘事物细微之处的关心、幽默等特点，以及绘画本身与诗歌的结合学到了俳谐的精神，进而反过来影响了自己的诗歌创作:192；1920年代起，塔布拉达开始研究墨西哥的艺术发展道路，并在1927年发行了《墨西哥艺术史》，在此书中，塔布拉达肯定了以玛雅、阿兹特克为代表的前西班牙艺术在墨西哥艺术史上的地位，并认为这些艺术成就奠定了墨西哥近当代艺术的基础，而墨西哥在艺术上也不应该仰赖外国。在法国期间，塔布拉达还出版了报导文集《巴黎的日日夜夜》（Los días y las noches de París）:17。塔布拉达还对食用菌有所研究，生前曾著有《墨西哥的食用菌》（Hongos mexicanos comestibles），汇集了生长于墨西哥的可食用真菌，但并未对外出版，直到1983年才由后世学者整理出版:43。

## 影响与评价
中华人民共和国官方以及部分学者对何塞·胡安·塔布拉达评价较高，认为他的译作以及通过唐诗再创作的文学作品令中国古典诗歌在西语文学界产生了积极影响，为中国与拉丁美洲人民的文化交流作出了贡献，其中，学者黑宇宇亦认为其作品为更多的中国古典诗歌传入西语世界拉开了序幕。塔布拉达翻译俳句、传播日本文化的做法也得到了日本官方的肯定，日本政府还在1914年向塔布拉达授予了勲四等瑞宝章，以示嘉奖。
在家乡墨西哥，受到其引入俳句的启发，何塞·鲁文·罗梅罗等一批作家也开始效法他创作俳句，但相较于塔布拉达，这些作家对东方文化的理解流于肤浅，他们的作品也多充斥着西方的修辞手法，而墨西哥第一位诺奖得主奥克塔维奥·帕斯则极为推崇塔布拉达，从其诗歌中找到了创作灵感，亦将日本俳句的诗意与墨西哥在地文化相结合，继承、改良了他的诗风。墨西哥学者里卡多·梅尔加-鲍及智利学者爱德华多·德维斯-巴尔加斯（Eduardo Devés-Valdés）则认为塔布拉达介绍、发展日本文化的做法有助于拉丁美洲接纳亚洲思想，为丰富拉美思想界作出了贡献，是值得纪念的。墨西哥国立自治大学图书研究学院院长比森特·基拉特等学者则认为其作品文风豪放、严谨却具有革新精神，並称之为“奇才”。因塔布拉达诗歌作品具有实验性，风格飘忽不定，与其同时代的一些出版业者、文学评论家对其评价较差，甚至不愿意出版他的作品:438。

## 延伸阅读
- Tablada, José Juan. . 由张礼骏翻译. 中国桂林: 漓江出版社. 2022. ISBN 9787540791865. OCLC 1455848399 （中文（中国大陆））.
- 陳黎、張芬齡 譯. . . 臺北市: 書林出版有限公司. 1989年  [2023-08-27]. OCLC 813754073 （中文（臺灣））.